# Bitnje
Bitnje (IPA:  [ˈbiːtnjɛ]) è un insediamento (naselje) di 65 abitanti, della municipalità di Bohinj nella regione statistica dell'Alta Carniola in Slovenia.